# 철학사 강의
《철학사 강의》(哲學史講義,  독일어: Philosophie der Weltgeschichte)는 독일 철학자 게오르크 빌헬름 프리드리히 헤겔이 1824년부터 1831년까지 지속한 강의명이면서 해당 내용을 출간한 저서명이기도 하다.

## 작품 소개
헤겔은 세계사를 정신의 실현 과정으로 보면서, 정신과 그것이 실현되는 수단과 재료는 무엇인지, 더불어 세계사의 발전 원리와 시작은 무엇이며, 그 단계별 진행은 어떻게 이루어지는지 등을 구체적으로 논하고 있다. 이 책에서 다룬 두 편의 들어가는 말은 분량은 길지 않지만, 내용적으로는 세계사에 관한 헤겔의 핵심적인 생각들을 잘 보여준다. 헤겔은 동양의 세계는 군주 한 사람만이 자유로운 세계이고, 그리스 로마 세계는 소수의 사람만이 자유로운 세계인 반면, 기독교 게르만 세계에서 모든 인간은 인간으로서 자유롭다는 관점은 보였는데, 이는 상당히 자기중심적인 편향된 시각이라고 비판받을 소지가 다분하다. 그러나 그의 철학이 우리 시대에 어떤 새로운 의미를 지닐 수 있는지에 대해 좀 더 냉철하고도 차분한 성찰은 여전히 절실히 필요하다.
역사는 헤겔이 마지막으로다룬 역사적 주제이다. 그의 역사철학은 전체론의 관점에서 고정 불변의 역사 발전 법칙을 전제하고, 역사가 최종적으로 도달해야 하는 목적을 이미 전제하고 있는 유토피아주의라고 카를 포퍼와 같은 철학자에 의해 신랄하게 비판받은 적도 있다. 지적하고 싶은 것은, 헤겔의 역사관은 통상적으로 알려져 있듯이 단순한 숙명론이나 낙관적 역사관이 아니라는 점이다. 그의 역사관의 밑바탕에는 ‘냉철한 현실주의’가 깔려 있고, 헤겔은 인간이 역사에서 실현해야 할 자유라는 목적과 이를 실현하기 위해 필요한 주체적인 인간의 노력과 투쟁을 무엇보다도 강조하고 있다.
헤겔에 의하면 시대 구속적인 개인의 행위를 의미 있는 역사로 승화시키기 위해 우선적으로 요구되는 것은, 지나간 것을 망각하지 않는 ‘기억’이다. ‘기억’은 발생한 일을 ‘나의 것’으로 직시하고 소중하게 간직하는 명료한 의식이고, 흘러가 버린 과거를 망각하지 않는 것은 동물과 생각하는 인간을 구분하는 중요한 기준이다. 그러므로 현재를 살아가는 우리 모두는 과거를 기억하고 미래에 의해 기억된다는 조건에서만 과거와 미래를 잇는 ‘역사로서의 현재’에 참여할 수 있다.
거꾸로 되돌리려는 반역사의 흐름은 반전(反轉)의 투쟁을 통해서만 다시 바로잡을 수 있고, 이 투쟁의 물꼬는 발생한 일을 분명하게 ‘기억’하는 데에서 트일 수 있다. 기억은 지나간 것을 그냥 회상하는 것이 아니라, 나 속에서 과거를 현재로 살아 숨 쉬게 하는 내면화의 과정이다. 항상 역사는 역사를 힘겹게 꾸려나가는 우리의 의식과 행동에 걸맞은 딱 그만큼만의 결실을 우리에게 보여줄 것이다.

## 서지 정보
- 서정혁 역, 2009년, 지식을만드는지식[깨진 링크(과거 내용 찾기)] ISBN 978-89-6406-221-0